# Xavier Sabaté
Javier Sabaté Caviedes (gyakran Xavi Sabaté, Barcelona, 1976. augusztus 15. –) spanyol kézilabdaedző, korábbi kézilabdázó, jelenleg a Wisła Płock edzője. Korábban a Telekom Veszprém és a magyar férfiválogatott edzője volt.

## Pályafutása
Xavi Sabaté 1976-ban született, játékosként a szülővárosa csapatában, a Barcelonában szerepelt, kapusként. Visszavonulása után 2010-ig a katalán együttes utánpótlás-edzőjeként dolgozott, majd két éven át, 2012-ig az Antequera másodedzője volt. 2012 nyarán, Carlos Ortega kinevezésekor lett a Veszprém másodedzője, majd 2015-ben Carlos Ortega kirúgása után a Veszprém KSE ideiglenes-, majd vezetőedzője. Ortega irányítása idején a klub másodedzőjeként dolgozott. A szezon végén megnyerte a csapattal a magyar bajnokságot, a Magyar Kupát és a SEHA-ligát. Bejutott a Bajnokok ligája döntőjébe is, de ott a lengyel Kielce ellen 9 gólos előnyt követően sem sikerült megnyerni a mérkőzést, és végül büntetőpárbajban vereséget szenvedtek, ennek ellenére a következő szezonban is a csapat edzője maradt.
2016 márciusában bejelentették, hogy ő lesz Talant Dujsebajev utódja a magyar válogatott kispadján, szerződése a 2017-es világbajnokság végéig szól. A Vb-re a Szerbia elleni pótselejtezőn kettős győzelemmel jutott ki a csapat. A tornán negyedik lett a csoportkörben, a nyolcaddöntőben az olimpiai bajnok dánok ellen bravúrt elérve 27–25-ös győzelmet ért el irányításával. A negyeddöntő lett a végállomás, a későbbi ezüstérmes Norvégia ellen 31–28-as vereséget mért a magyar válogatottra, amely a 7. helyen végzett a tornán.
2017. február 1-jén bejelentették, hogy a 2017–18-as szezontól a svéd Ljubomir Vranjes lesz a Veszprém és a magyar válogatott edzője, Sabaté pedig távozik a vezetőedzői posztról.
2018 nyarán a lengyel Wisła Płock vezetőedzője lett. 2022-ben kinevezték a cseh válogatott élére.

## Sikerei, díjai

### Edzőként
Telekom Veszprém
- Magyar bajnok: 2015–16
- Magyar Kupa-győztes: 2016
- SEHA-liga győztes: 2015–16
- EHF-bajnokok ligája-döntős: 2015–16
- EHF-bajnokok ligája legjobb edző: 2015–16